# Villen Abramovič Azarov
Villen Abramovič Azarov (Odessa, 29 aprile 1924 – 7 gennaio 1978) è stato un regista sovietico.

## Filmografia parziale

### Regista
- Ėto slučilos' v milicii (1963)
- Zelёnyj ogonёg (1963)
- Put' v Saturn (1967)
- Konec Saturna (1968)
- Poezd v zavtrašnij den' (1970)
- Boj posle pobedy (1972)
- Neispravimyj lgun (1973)